# Bactrogyna
Bactrogyna prominens es una especie de araña araneomorfa de la familia Linyphiidae. Es el único miembro del género monotípico Bactrogyna.

## Distribución
Se encuentra en Chile en las regiones de Coquimbo y de Valparaíso.